# Парламентские выборы в Латвии (2006)
Выборы в Девятый Сейм Латвии состоялись 7 октября 2006 года. По данным ЦИК Латвии, явка составила 60,98 %. Семь партий преодолели пятипроцентный барьер и прошли в Сейм. Народная партия стала крупнейшей в парламенте, получив 23 мандата из 100. Впервые после восстановления независимости Латвии партия действующего премьер-министра смогла подтвердить свой мандат победой на выборах.

## Предыстория
Выборы 2006 года были пятыми парламентскими выборами после восстановления независимости страны 4 мая 1990 года.
На выборах в восьмой Сейм 2002 года в парламент прошли шесть партий, первое, второе и третье места заняли соответственно партия «Новое время», партия «ЗаПЧЕЛ» и Народная партия. Премьер-министром Латвии стал Эйнарс Репше, лидер партии «Новое время», заручившийся поддержкой четырёхпартийной коалиции в составе партии «Новое время», «Латвийской первой партии», СЗК и партии «Отечеству и свободе/ДННЛ». Правительство Репше просуществовало до февраля 2004 года. После продолжительного периода напряжённости внутри правящей коалиции Эйнарс Репше уволил своего заместителя Айнарса Шлесерса от «Латвийской первой партии» 26 января 2004 года. В ответ «Латвийская первая партия» вышла из коалиции, обвинив кабинет Репше в медленном приведении национального законодательства в соответствие с законодательством ЕС, требовавшемся из-за вступления Латвии в ЕС. 5 февраля Эйнарс Репше подал в отставку.
9 марта 2004 года был приведён к присяге кабинет министров под руководством Индулиса Эмсиса от СЗК. В состав кабинета входили представители СЗК, «Латвийской первой партии» и Народной партии. Правящая коалиция не обладала абсолютным большинством депутатов в Сейме и формировала правительство меньшинства, которое, однако, в своеЙ деятельности опиралось на негласную поддержку «Партии народного согласия».
На выборах в Европейский парламент 2004 года партии, входившие в правящую коалицию, смогли получить только один мандат из девяти. В качестве одной из причин поражения называли сотрудничество с ориентировавшейся на русскоязычный  электорат «Партией народного согласия». Лидеры Народной партии пришли к выводу, что популярность правительства Эмсиса продолжит падать и что необходимо сформировать новую коалицию без участия «русских» партий. За этим последовали переговоры о коалиции между крупнейшими партиями, представленными в Сейме, партией «Новое время» и Народной партией. Ранее эти партии отказывались от коалиции друг с другом. Одной из причин было то, что «Новое время» на выборах 2002 года строило свою программу на базе идеи борьбы с коррупцией и рассматривало Народную партию как воплощение коррупции.
Правительство Эмсиса было отправлено в отставку после отклонения Сеймом проекта бюджета на 2005 год. 2 декабря 2004 года был утверждён кабинет министров под руководством Айгарса Калвитиса от Народной партии. Четыре партии получили министерские портфели («Новое время» и Народная партия по шесть портфелей, СЗК и «Латвийская первая партия» по три портфеля). Ещё одна партия «Отечеству и свободе/ДННЛ» заявила о поддержке правительства без вхождения в его состав. В апреле 2006 года «Новое время» покинуло правительство, как считается, из-за давления со стороны лидера партии Эйнарса Репше, которому пришлось оставить пост в правительстве в 2005 году из-за антикоррупционного расследования. Правительство Калвитиса стало де-юре правительством меньшинства, но благодаря поддержке партии «Отечеству и свободе/ДННЛ» не было отправлено в отставку.
К 2006 году с партиями, прошедшими в восьмой Сейм, произошли следующие изменения. 19 февраля 2003 года 19 депутатов покинули фракцию «За права человека в единой Латвии». 14 из них образовали новую фракцию в парламенте, соответствующую «Партии народного согласия». С 27 октября 2005 года эта парламентская группа получила название «Центр согласия». Пять депутатов, вышедших из «ЗаПЧЕЛ», сформировали в Сейме фракцию Социалистической партии Латвии.
Союз зелёных и крестьян заключил соглашение о сотрудничестве с партией «Латвии и Вентспилсу», некоторые представители которой были включены в список кандидатов Союза зелёных и крестьян. Лидер партии «Латвии и Вентспилсу» Айварс Лембергс был выдвинут в качестве кандидата на должность премьер-министра от СЗК. Социально-консервативная «Латвийская первая партия» заключила соглашение о создании предвыборного блока с либеральной партией «Латвийский путь», которая на выборах 2002 года лишилась всех мандатов в Сейме и перестала быть парламентской.

## Избирательная система
Выборы 2006 года проводились в целом по тому же законодательству, что и в 2002 году. Немногочисленные поправки в Закон о выборах в Сейм касались отмены положения об ограничении избирательных прав задержанных, но ещё не осуждённых судом граждан, увеличения времени работы избирательных участков и устранения прямого участия полиции в охране избирательных материалов.
Депутаты Сейма избираются на основе пропорциональной системы в пяти многомандатных избирательных округах. От каждого округа избирается разное количество депутатов в зависимости от количества проживающих избирателей в нём. Выдвигать кандидатов для участия в выборах могут только партии или коалиции партий. Самовыдвижение на выборах в парламент запрещено. Один и тот же кандидат может быть выдвинут более чем в одном округе. Если кандидат избран в Сейм в нескольких округах, то он получает мандат в том округе, где получил наибольшее количество голосов. Участвовать в распределении мандатов могут партии, преодолевшие пятипроцентный избирательный барьер на национальном уровне, то есть получившие более 5 % голосов всех избирателей, принявших участие в голосовании. Количество мандатов, приобретённое партией, определяется на основе числа голосов, полученных в избирательном округе, с использованием метода Сент-Лагю.
Когда избиратель приходит на избирательный участок, он получает столько бюллетеней, сколько партий участвует в выборах. На каждом бюллетене напечатан список кандидатов, выдвинутых одной из партий. Избиратель имеет право выразить предпочтение кандидату в списке, поставив плюс напротив его фамилии, или отказать в поддержке кандидату, вычеркнув его имя.
Избирательная администрация состоит из четырёх уровней. Избирательную администрацию возглавляет Центральная избирательная комиссия. ЦИК состоит из девяти человек, восемь из них назначаются Саэймой по предложению парламентских партий, и один представляет Верховный суд. Председатель ЦИК, его заместитель и секретарь являются «профессиональными» членами ЦИК, работающими на постоянной основе. Другие члены ЦИК посещают только регулярные заседания комиссии.
Хотя страна разделена на пять многомандатных избирательных округов, окружных избирательных комиссий не существует. Вместо них во всех 26 районах Латвии и 7 городах республиканского подчинения организованы Региональные избирательные комиссии. Следующий уровень избирательной администрации представляют Местные избирательные комиссии, образованные во всех 53 городах (кроме городов республиканского подчинения) и 433 волостях. На нижнем уровне организации выборов находятся участковые избирательные комиссии (УИК). Для настоящих выборов были сформированы 953 УИК на территории Латвии и 53 за границей. По закону, кандидатов в члены избирательных комиссий (кроме ЦИК) выдвигают политические партии, группы из не менее 10 граждан или депутаты местных советов. Закон также предписывает, что каждый кандидат в Местную избирательную комиссию должен быть одобрен соответствующей местной думой.
На выборах в Сейм в Латвии не применяется предварительная регистрация избирателей или реестр избирателей, в отличие от местных выборов 2005 года или выборов в Европейский парламент 2004 года. Граждане имеют право проголосовать на любом участке даже за пределами округа своего проживания. Список избирателей формируется по приходе голосующих на участки. Для голосования избиратели обязаны предъявить паспорт гражданина. При получении бюллетеня в паспорт ставится штамп, подтверждающий, что человек уже принял участие в выборах. Это гарантирует невозможность повторного голосования. Граждане, находящиеся за пределами Латвии, имели право проголосовать по почте или на организованных за границей участках. В связи со вступлением Латвии в ЕС и увеличением количества граждан страны, находящихся за рубежом, число заграничных избирательных участков было увеличено с 38 на выборах в 2002 году до 52.
Для участия в выборах были зарегистрированы 11 партий и 8 предвыборных блоков, выдвинувшие списки кандидатов в каждом из пяти округов. В целом 1024 кандидата баллотировались в Сейм. Девять процентов из них были выдвинуты одновременно во всех многомандатных округах.
Подсчёт голосов начался сразу после закрытия участков. Представители партий, наблюдателей и СМИ имели право присутствовать на всех этапах подсчёта голосов и подведения итогов. Подсчёт голосов проводился в два этапа. На первом этапе подсчитывались голоса, отданные за партии или предвыборные блоки. Результаты сразу же передавались в ЦИК с использованием компьютерного программного обеспечения. На втором этапе проводился подсчёт голосов, поданных за отдельных кандидатов внутри избирательных списков. Наряду с использованием компьютерного программного обеспечения рукописный протокол с результатами передавался в ЦИК, где проводилась сверка результатов для исключения ошибок при вводе данных.

## Результаты
| Партия                                                                 | Голоса    | %     | Места | Изменение |
| ---------------------------------------------------------------------- | --------- | ----- | ----- | --------- |
| Народная партия                                                        | 177 481   | 19,56 | 23    | ▲3        |
| Союз зелёных и крестьян                                                | 151 595   | 16,71 | 18    | ▲6        |
| Новое время                                                            | 148 602   | 16,38 | 18    | ▼8        |
| Центр согласия[a]                                                      | 130 887   | 14,42 | 17    | Новая     |
| Латвийская первая партия/Латвийский путь[b]                            | 77 869    | 8,58  | 10    | ▬         |
| Отечеству и свободе/ДННЛ                                               | 62 989    | 6,94  | 8     | ▲1        |
| ЗаПЧЕЛ                                                                 | 54 684    | 6,03  | 6     | ▼19       |
| ЛСДРП                                                                  | 31 728    | 3,50  | 0     | ▬         |
| Дзимтене[c]                                                            | 18 860    | 2,08  | 0     | ▬         |
| Всё для Латвии!                                                        | 13 469    | 1,48  | 0     | Новая     |
| Новые демократы                                                        | 11 505    | 1,27  | 0     | Новая     |
| Партия пенсионеров и сеньоров                                          | 7175      | 0,79  | 0     | Новая     |
| «Марас земе»                                                           | 4400      | 0,48  | 0     | ▬         |
| «Евроскептики»                                                         | 3365      | 0,37  | 0     | Новая     |
| «Мусу земе»                                                            | 2065      | 0,23  | 0     | ▬         |
| Партия социальной справедливости                                       | 1575      | 0,17  | 0     | Новая     |
| Союз национальной силы                                                 | 1172      | 0,13  | 0     | Новая     |
| «Латышская Латвия»                                                     | 1130      | 0,12  | 0     | Новая     |
| Союз Отечества                                                         | 1114      | 0,12  | 0     | Новая     |
| Недействительные                                                       | 7314      | -     | -     | -         |
| Всего                                                                  | 908 979   | 100   | 100   | -         |
| Всего избирателей/явка                                                 | 1 490 636 | 60,98 | -     | -         |
| Источник: ЦИК Латвии Архивная копия от 28 июля 2017 на Wayback Machine |           |       |       |           |

a  11 мест — «ПНС», 4 — СПЛ, 2 — «НЦ», 1 — ДГП. На выборах Восьмого Сейма участвовали в составе ЗаПЧЕЛ.
b  На выборах Восьмого Сейма участвовали раздельно. «ЛП» не получил мандатов в Сейме.
c  На выборах Восьмого Сейма участвовала как СДПБ.
На выборах победу одержала партия действовавшего премьер-министра Айгарса Калвитиса. Калвитис стал первым премьер-министром в истории независимой Латвии, который смог сохранить за собой эту должность после выборов. В Сейме была сформирована пятипартийная коалиция в составе Народной партии, СЗК, «Латвийской первой партии», «Латвийского пути» и партии «Отечеству и свободе/ДННЛ». Кабинет Калвитиса приведён к присяге 7 ноября 2006 года.

### Результаты по областям
Результаты выборов в Сейм Латвии в Видземе
| Народная партия                                                                        | 8  | 25,07 |
| Новое время                                                                            | 6  | 20,77 |
| Союз зелёных и крестьян                                                                | 5  | 18,09 |
| Отечеству и свободе/ДННЛ                                                               | 2  | 7,97  |
| Латвийская первая партия/Латвийский путь                                               | 2  | 7,34  |
| Центр согласия                                                                         | 2  | 6,40  |
| ЛСДРП                                                                                  | 0  | 3,43  |
| ЗаПЧЕЛ                                                                                 | 1  | 3,41  |
| Другие 11 партий                                                                       | 0  | 7,51  |
| Всего                                                                                  | 26 | —     |
| Источник: Vidzemes vēlēšanu apgabals Архивная копия от 28 июля 2017 на Wayback Machine |    |       |

Результаты выборов в Сейм Латвии в Земгале
| Союз зелёных и крестьян                                                                | 4  | 24,18 |
| Народная партия                                                                        | 4  | 22,89 |
| Новое время                                                                            | 3  | 17,55 |
| Латвийская первая партия/Латвийский путь                                               | 1  | 8,02  |
| Отечеству и свободе/ДННЛ                                                               | 1  | 6,93  |
| Центр согласия                                                                         | 1  | 5,31  |
| ЗаПЧЕЛ                                                                                 | 1  | 3,99  |
| Другие 12 партий                                                                       | 0  | 11,10 |
| Всего                                                                                  | 15 | —     |
| Источник: Zemgales vēlēšanu apgabals Архивная копия от 28 июля 2017 на Wayback Machine |    |       |

Результаты выборов в Сейм Латвии в Курземе
| Союз зелёных и крестьян                                                                | 4  | 27,52 |
| Народная партия                                                                        | 4  | 26,13 |
| Новое время                                                                            | 3  | 15,94 |
| Латвийская первая партия/Латвийский путь                                               | 1  | 6,92  |
| Отечеству и свободе/ДННЛ                                                               | 1  | 6,29  |
| Центр согласия                                                                         | 1  | 5,33  |
| Другие 13 партий                                                                       | 0  | 11,87 |
| Всего                                                                                  | 14 | —     |
| Источник: Kurzemes vēlēšanu apgabals Архивная копия от 28 июля 2017 на Wayback Machine |    |       |

Результаты выборов в Сейм Латвии в Латгале
| Центр согласия                                                                         | 5  | 27,81 |
| Народная партия                                                                        | 3  | 14,22 |
| Латвийская первая партия/Латвийский путь                                               | 3  | 14,21 |
| Союз зелёных и крестьян                                                                | 2  | 12,65 |
| ЗаПЧЕЛ                                                                                 | 1  | 8,11  |
| Новое время                                                                            | 1  | 6,56  |
| ЛСДРП                                                                                  | 0  | 5,46  |
| Отечеству и свободе/ДННЛ                                                               | 1  | 4,02  |
| Другие 11 партий                                                                       | 0  | 6,97  |
| Всего                                                                                  | 16 | —     |
| Источник: Latgales vēlēšanu apgabals Архивная копия от 28 июля 2017 на Wayback Machine |    |       |

Результаты выборов в Сейм Латвии в Риге
| Центр согласия                                                                      | 8  | 23,80 |
| Новое время                                                                         | 5  | 17,15 |
| Народная партия                                                                     | 4  | 13,12 |
| ЗаПЧЕЛ                                                                              | 3  | 10,00 |
| Союз зелёных и крестьян                                                             | 3  | 9,47  |
| Латвийская первая партия/Латвийский путь                                            | 3  | 8,14  |
| Отечеству и свободе/ДННЛ                                                            | 3  | 7,87  |
| Другие 12 партий                                                                    | 0  | 10,46 |
| Всего                                                                               | 29 | —     |
| Источник: Rīgas vēlēšanu apgabals Архивная копия от 28 июля 2017 на Wayback Machine |    |       |